# محسن منصوری
محسن منصوری (زادهٔ خرداد ۱۳۶۳ در ورامین) سیاستمدار ایرانی است که در دولت سیزدهم به‌عنوان معاون اجرایی رئیس‌جمهور ایران و سرپرست نهاد ریاست‌جمهوری فعالیت می‌کرد.
منصوری در دولت محمود احمدی‌نژاد از سال ۱۳۸۹ تا ۱۳۹۲ فرماندار ورامین بود. او پیش‌تر در دولت سیزدهم بین سال‌های ۱۴۰۰ تا ۱۴۰۱ سمت استاندار تهران را برعهده داشت و نخستین استاندار استان تهران است که پس از انقلاب ۱۳۵۷ متولد شده است. او در ۱۸ مهر ۱۴۰۰ با رأی هیئت وزیران دولت سیزدهم به این سمت منصوب شد. منصوری در جریان انتخابات ریاست‌جمهوری سال ۱۴۰۳ به‌عنوان رئیس ستاد انتخاباتی سعید جلیلی منصوب شد.

## زندگی
محسن منصوری زادهٔ خردادِ ۱۳۶۳ در شهرستان ورامین است. او دارای مدرک کارشناسی مکانیک (گرایش ساخت و تولید) از دانشگاه تربیت دبیر شهید رجایی تهران و کارشناسی ارشد مدیریت آموزشی از دانشگاه تهران است.وی در سال ۱۳۸۶ دبیرکلی جامعه اسلامی دانشجویان بود و توانست در آموزش و پرورش مشغول به خدمت شده و مهم‌ترین تجربه مدیریتی وی را می‌توان همان دبیرکلی جامعه اسلامی دانشجویان دانست که بعد از آن در ستاد دانشجویی محمود احمدی‌نژاد در انتخابات ۱۳۸۸ فعال بود. وی در دو دوره در انتخابات سال ۱۳۹۶ و ۱۴۰۰ و معاون ستادهای انتخاباتی ابراهیم رئیسی بود. نام وی در انتخابات مجلس شورای اسلامی ۱۳۹۲ در لیست جبهه پایداری قرار داشت.
او پس از خلع از مسئولیت به بنیاد مستضعفان برگشت.

## معاونت اجرایی ریاست‌جمهوری
منصوری در ۱۰ آبان ۱۴۰۱ از سوی سید ابراهیم رئیسی به‌عنوان هفتمین معاون اجرایی رئیس‌جمهور و یازدهمین سرپرست نهاد ریاست جمهوری منصوب شد.

## دیدگاه‌ها

### دفاع از تعطیلی کنسرت‌ها
پس از انتقاد حسن روحانی از سید احمد علم‌الهدی مبنی بر دخالت وی در لغو کنسرت‌های مشهد در شهریور ۱۳۹۵ باعث شد تا منصوری، بیانیه انتقادی را خطاب به روحانی در سایت رجانیوز منتشر کند. او در این بیانیه، ضمن دفاع از تعطیلی کنسرت‌ها در مشهد در حمایت از علم الهدی، اظهارات او را « کاملاً منطبق بر نص صریح قانون اساسی» دانست.

### دفاع از کاظم صدیقی
پس از افشای زمین خواری و فساد گسترده کاظم صدیقی، محسن منصوری در واکنش به انتقادات از کاظم صدیقی نوشت، صدیقی از روحانیون انقلابی عصر ما است که در مسئولیت‌های متعدد، جز به خدمت به مردم فکر نکرد. عصبانیت و کینه ضدانقلاب از این چهره خدوم جای تعجب ندارد؛ عجیب اما همراهی برخی چهره‌ها با موج تخریب‌های ناجوانمردانه است.